# تپه خان احمد خان
تپه خان احمد خان مربوط به دوران پیش از تاریخ ایران باستان است و در شهرستان قروه، روستای تلوار واقع شده و این اثر در تاریخ ۲۵ اسفند ۱۳۷۹ با شمارهٔ ثبت ۳۶۰۵ به‌عنوان یکی از آثار ملی ایران به ثبت رسیده است.